# GRECE
GRECE, (in francese: Groupement de recherche et d'études pour la civilisation européenne; in  italiano: Gruppo di Ricerca e di Studi per la civiltà europea) è una associazione nazionalista francese (think tank) fondata nel 1968 dal giornalista e scrittore Alain de Benoist, legata al movimento culturale della Nouvelle Droite francese.
Il GRECE si differenzia da organizzazioni tradizionali conservatrici per via del suo specifico interesse per la cultura germanica e nordica, il rifiuto del cristianesimo e il monoteismo e la preferenza verso il paganesimo moderno.

## Storia
GRECE è stata creata nel gennaio del 1968 da quaranta attivisti nazionalisti provenienti da movimenti come Europe-Action, che ruotava attorno a Dominique Venner e Jean Mabire, la Fédération des étudiants nationalistes (FEN), le Mouvement national du progrès (MNP), il Rassemblement européen pour la liberté (REL).
L'obiettivo era impostare un think-tank che fosse in grado di influenzare la politica della destra francese. Uno dei suoi esponenti, Emmanuel Leroy, è divenuto strettissimo collaboratore, consigliere e ghostwriter, della leader del Front National, Marine Le Pen, nell'ambito della candidatura di quest'ultima alle elezioni presidenziali francesi del 2017.
Intorno all'associazione gravitavano varie riviste, come Éléments e Nouvelle École, e la casa editrice Éditions Copernic, che pubblicò opere di autori ritenuti precursori di GRECE, come Louis Rougier, Oswald Spengler o Julius Evola. 
GRECE favoriva il contatto tra la base e i vertici organizzando conferenze e incontri e attraverso circoli locali indipendenti, come il Pareto di Sciences-Po, il Galilei di Digione, il Jean Médecin di Nizza, l'Henry de Montherlant di Bordeaux, CLOSOR (Comité de liaison des officiers et sous-officiers de réserve, a military circle) e GENE (Groupe d'études pour une nouvelle éducation, Study Group For a New Education).
Negli anni ottanta de Benoist manifestò un interesse considerevole verso i paesi del Terzo Mondo, ma allo stesso tempo espresse idee anti-liberali e anti-americane. Ciò segnò una spaccatura all'interno dell'associazione: diversi membri abbandonarono GRECE, come Pierre Vial, che entrò nel Front National, e Guillaume Faye, che si dedicò al giornalismo prima di far ritorno alla politica nel 1998 con idee ben più radicali di quelle di de Benoist. 
La maggior parte dei membri non ha mai avuto un'alta opinione del Front National, anche perché sostenuto dai cattolici tradizionalisti le cui opinioni sono incompatibili con quelle degli intellettuali "pagani" di GRECE.

## Temi politici
La pubblicistica di GRECE è in gran parte incentrata sulla filosofia politica e prende avvio da autori quali Carl Schmitt, Julien Freund, Vilfredo Pareto, Ernst Jünger e da ideologie come il nazionalismo, il comunitarismo, l'Identitarismo, l'anti-egualitarismo e l'anti-liberalismo. Gli altri temi regolarmente discussi sono l'identità e la cultura, la religione, il razzismo e l'anti-razzismo, la fisica, la biologia e l'economia.
Negli ultimi anni, GRECE ha sviluppato un'idea di una Europa politicamente forte, libera dall'influenza del neoliberismo e dell'americanismo — che è visto come l'ideologia dominante della modernità — promuovendo idee come il localismo, l'ambientalismo e il comunitarismo. Nel 1999, GRECE pubblicò un manifesto di Alain de Benoist e Charles Champetier, Manifeste pour une nouvelle culture,  che costituiva una sintesi del suo programma.